# Laccophilus penes
Laccophilus penes är en skalbaggsart som beskrevs av Guignot 1954. Laccophilus penes ingår i släktet Laccophilus och familjen dykare. Inga underarter finns listade i Catalogue of Life.